# Marktschellenberg
Marktschellenberg là một xã nằm ở huyện Berchtesgadener Land, thuộc bang Bayern của Đức.